# ポイント・ネモ

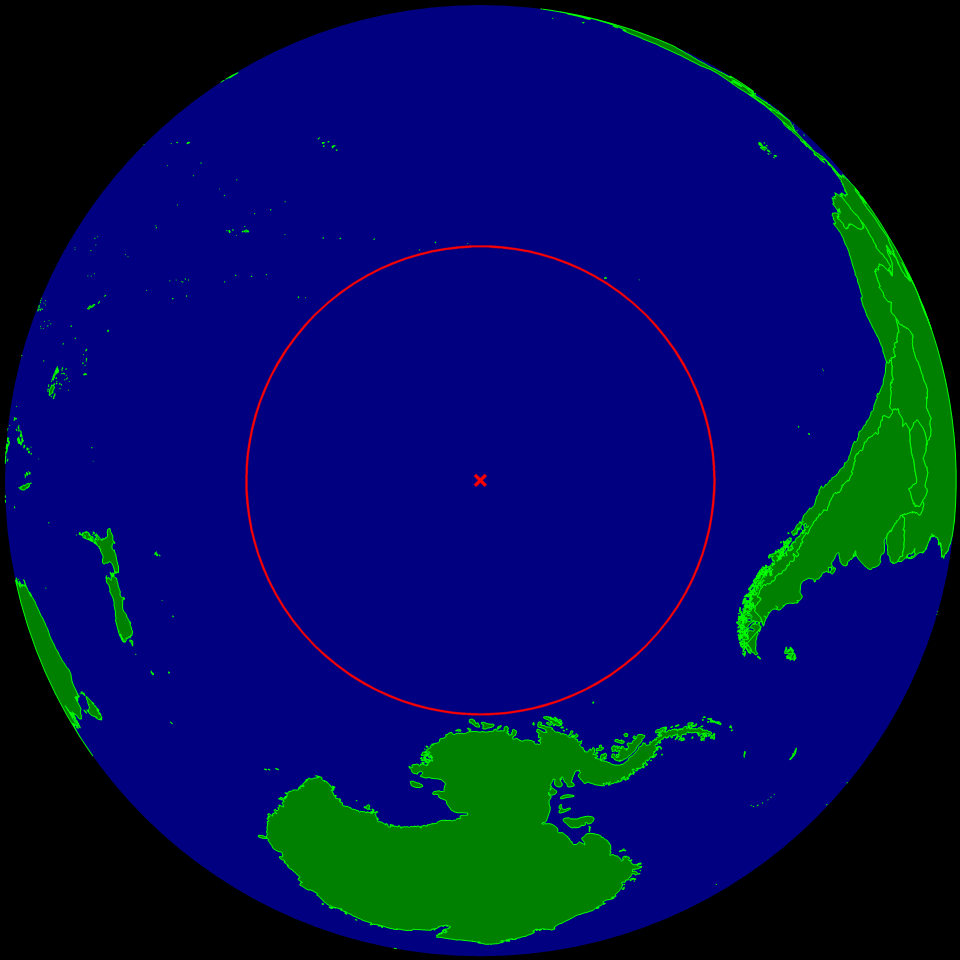
ポイント・ネモを中心に半径がイースター島までの距離と同じ円を引いた図

ポイント・ネモ（英語: Point Nemo）とは、世界の大洋で最も陸地から離れた地点で、到達不能極の一つ。ニュージーランドとチリのほぼ中間地点、南緯48度52分5秒 西経123度23分6秒 / 南緯48.86806度 西経123.38500度の南太平洋上。

## 概要
ポイント・ネモに近い陸地は、ピトケアン諸島のデュシー島、イースター諸島のモツ・ヌイ、南極のメイハー島で、それぞれ約2,700km離れている。当該ポイントは、1992年にカナダの測量技師であるハオエ・ルカテラ(Hrvoje Lukatela)によって、プログラミングを用いて特定された。ラテン語で「無人」を意味している「ネモ」という名称は、ジュール・ヴェルヌの小説『海底二万里』に登場するネモ船長から名付けられた。

## 人工衛星の墓場
ポイント・ネモは南太平洋環流 (en:South Pacific Gyre) の内側に位置している。この環流は、栄養分が豊富な海水がその内部に入ることを妨げている。さらに、大陸から遠く離れているので有機物はあまり風で運ばれてこない。したがって、生物が比較的住んでいない場所である。
居住区域から隔絶された場所であること、生物多様性も特筆すべきほど複雑ではないため、制御が可能な人工衛星を落下させる目標として地球上で最適な地点であり、古くから「人工衛星の墓場（スペースクラフト・セメタリー）」として注目され、実際に落下が実行されてきた。
人工衛星が地球に落下する際には、大気圏再突入時に大気の断熱圧縮により融解するが、2018年までに250機から300機に及ぶ人工衛星の破片が水没していると見られ、同年4月には中華人民共和国の宇宙ステーション「天宮1号」も加わった。過去最大の落下物は、2001年に落下したロシア（ソビエト連邦）の宇宙ステーション「ミール」であり、大気圏突入前の重量は約120トン。また、2030年に運用終了、2031年1月には落下を予定している国際宇宙ステーションは約420トンあり、落下プログラムが順調に行われれば、ミールの記録を上回ることになる。
なお国際宇宙ステーションの軌道傾斜角はポイント・ネモの緯度より大きいため、根気よく待てば同ステーション内でポイント・ネモの上空を訪れることができる。この際宇宙ステーションはポイント・ネモから400km離れており、ポイント・ネモからもっとも近い居住地となる。

## その他
- 映画「トップガン マーヴェリック」の劇中、「ならず者国家」として示されている地点の座標はポイント・ネモである。